# Антонишин Світлана Володимирівна
Світлана Володимирівна Антонишин (нар. 19 жовтня 1959, Броди — 10 лютого 2023, Броди) — українська поетеса, журналістка й літературний критик.

## Освіта
Закінчила факультет журналістики Київського державного університету імені Тараса Шевченка.

## Діяльність
Працює в галузі поезії, прози та літературної критики. Автор численних публікацій у вітчизняних часописах. Член Національної спілки письменників України. Світлана Володимирівна довгий час працювала у Новограді-Волинському в газеті «Радянський прапор» («Лесин край»). Згодом переїхала до Києва і працювала в популярних виданнях. Мусила повернутися в рідне місто Броди.

## Праці
На сьогодні з-під пера відомої талановитої письменниці вийшло в світ шість книжок поезії і прози: «Янгол самотнього неба», «Запитання до вічності», «Знак Сизіфа», «Клавіри буднів», «Падіння скелі» та «Ображена трава».
«Бар'єр».: поезія.— Львів.:Сполом, 2014.— 104 с..
Отримала премії: Нечерди Бориса, Славутича Яра.